# Левиновский, Николай Яковлевич
Николай Яковлевич Левиновский (род. 14 декабря 1944 года, Саратов) — советский и американский джазмен, композитор и пианист, музыковед, член Союза композиторов СССР и джазовой федерации СССР.

## Биография
Отец, Яков Наумович Левиновский (1895, Сувалки — 1974, Саратов), как провизор высокого класса имел право жительства вне черты оседлости; увлёкшись оперным пением, он в 1935 году стал солистом (баритоном) Саратовского оперного театра. Все четыре его сына — Анатолий (1918—2001, художественный руководитель Саратовской филармонии), Владимир (1926—2022, театральный режиссёр), Николай и Сергей (1951—2007, саксофонист) — связали свою жизнь с музыкой. Мать, Тамара Безответова, выпускница Ленинградского музучилища, также пела в Саратовском оперном театре.
Окончил Саратовскую государственную консерваторию, работал музыкальным руководителем и аранжировщиком в известных джазовых оркестрах Москвы, в частности в оркестре Эдди Рознера.
В 1970-е годы работал в Государственном эстрадно-симфоническом оркестре Азербайджана под руководством Муслима Магомаева.

## Ансамбль «Аллегро»
В 1978 году Николай основал собственный ансамбль «Аллегро», быстро завоевавший всесоюзную известность и на протяжении десятилетия бывший одним из лидирующих в творческом плане джазовых коллективов бывшего СССР. Усилия Левиновского по превращению ансамблевого джаза в форму искусства были вознаграждёны тем, что «Аллегро» был назван «Лучшим джазовым ансамблем СССР», а сам Николай четырежды был назван «Музыкантом года» в ежегодных опросах советских джазовых критиков. В Советской Музыкальной энциклопедии его имя указано среди тех композиторов, которые работают в области слияния русской музыкальной традиции и джаза.
В составе ансамбля в разные годы, помимо Левиновского, работали: клавишник Алексей Курочкин (впоследствии ставший бизнесменом), контрабасист Виктор Двоскин, гитарист Ринат Шаймухаметов, трубач и флюгельгорнист Александр Фишер, тромбонист и вокалист Вячеслав Назаров, саксофонисты Владимир Коновальцев, Александр Закарян, Игорь Бутман и Сергей Гурбелошвили, ударники Виктор Епанешников, Юрий Генбачев, Алексей Гагарин и Евгений Губерман.
Ансамбль «Аллегро» под управлением Николая Левиновского принимал участие в международных джазовых фестивалях в Финляндии, Нидерландах, Франции, Германии, Индии, Югославии, Дании, Португалии, Шри-Ланке и других странах. Ансамбль регулярно звучал по советскому радио и телевидению.
Левиновский представлял советский джаз на встречах с такими музыкантами, как Чик Кориа, Гэри Бертон, Гровер Вашингтон-младший, Дэйв Брубек, Ян Гарбарек и др. Гэри Бертон после такой встречи, например, сказал журналистом, что «Николай Левиновский — несомненный талант» и он «в высшей степени рекомендует» всем ознакомиться с его творчеством.
Советская дискография Николая Левиновского включала восемь виниловых LP, разошедшихся тиражами в 40-50 тысяч экземпляров. Один CD — «Sphinx» — был издан также в США компанией Mobile Fidelity. Также он и его коллектив принимали участие в записях других композиторов и исполнителей.
В 1989 году «Аллегро» прекратил своё существование. После этого Левиновский создал новый ансамбль под названием «Особое мнение», который, однако, просуществовал всего год, оставив после себя записи двух пьес Николая. Сейчас эти раритетные записи хранятся в аудиоархивах Государственного дома радиовещания и звукозаписи.

## Нью-Йорк
В 1990 году Николай Левиновский эмигрировал в США (Нью-Йорк). С тех пор Николай выступал с несколькими музыкальными проектами, среди которых был возрождённый «Аллегро», выступивший на фестивале джаза и блюза в Солт-Лейк-Сити, в Бостонском концертном зале имени Хэнкока и на джазовом фестивале JVC в нью-йоркском Линкольн-центре (1995).
Помимо исполнительской деятельности, Николай Левиновский также выступает в качестве музыковеда и ведёт джазовую рубрику в нью-йоркской русскоязычной газете «Новое Русское Слово».
В 2011 Николай Левиновский приехал в Россию, чтобы выступить на сцене «Зелёного театра» в рамках международного фестиваля Игоря Бутмана «Акваджаз», проходящем в Сочи.
В 2013 на лейбле Butman Music был выпущен альбом Николая, получивший название «Special Opinion».

## «Оркестр Ника Левиновски» в Нью-Йорке
Его нынешний музыкальный проект представляет собой оркестр из 17 музыкантов. Николай называет его «доказательством своей творческий энергии и опыта». Большая часть репертуара оркестра — авторские сочинения Левиновского, в которых он соединяет свои русские музыкальные корни и современный джазовый язык. Оркестр успешно выступает в нью-йоркских джаз-клубах «Birdland», «Smalls», «Roberts», «Neo Lounge», а также в сериях концертов на открытом воздухе на манхэттенской Парк-Авеню. В составе оркестра, среди прочих, работают такие известные джазовые музыканты, как альт-саксофонист Боб Парсонс, тенор-саксофонисты Сергей Гурбелошвили и Энди Миддлтон, трубачи Александр Сипягин и Энди Гравиш, тромбонист Ной Блесс, басист Борис Козлов, барабанщик Даррел Пеллегрини.
Николай Левиновский возглавляет собственный джазовый лейбл — NLO Records.
Новый CD его оркестра — «Listen Up!» — вышел на этом лейбле летом 1999 г. и уже в июне был весьма положительно отрецензирован журналом Jazz Times, который писал: «Эта программа из шести авторских композиций и двух стандартов ясно предсказывает большое будущее нового оркестра». Сотрудничающая с оркестром певица Кэти Дженкинс была в той же рецензии названа «прекрасной джазовой вокалисткой с собственным почерком». Вскоре лейблом NLO Records был издан CD Кати Дженкинс «From This Moment On», где певицу сопровождают биг-бэнд и трио Николая Левиновского. Композиции из него регулярно звучат на волнах джазовых радиостанций США.

## Известные сочинения

### Инструментальные композиции
- Праздник
- Этюд в красных тонах
- Композиция на тему русской народной песни «Отдавали молоду»
- Фантастический танец
- Волжские напевы
- В народном духе
- Мираж
- Контрасты (концертино в трёх частях)
- В этом мире (композиция в четырёх частях)
- Легенда (композиция в трёх частях)
- Прогулка
- Неваляшки
- Олимпико
- Долгое прощание
- Фантазия соль мажор
- Композиция на тему К. Портера
- Концертная сюита в трёх частях
- Песнь увядающих цветов
- Прогулка в приятной компании
- Сфинкс
- Триптих (Шествие, Интерлюдия, Чёртова дюжина)
- Портреты друзей (концертная сюита)
- Учебный альбом «Вокруг блюза» для самостоятельного освоения джазовой импровизации (из серии «Минус 1»)
- Пять новелл (сюита для джаз-оркестра и солистов)

Исполнители — ансамбли «Аллегро» и «Особое мнение» п/у автора, ансамбль «Мелодия» п/у Георгия Гараняна и Бориса Фрумкина, оркестр п/у Олега Лундстрема, Национальный концертный оркестр Республики Беларусь п/у Михаила Финберга.

### Эстрадные песни
- Твоя звезда (слова Давида Усманова, исполняет Роксана Бабаян)
- ЖЗЛ (слова Любови Воропаевой, исполняет Владимир Пресняков-младший)